# جوایز موسیقی پاپ آسیایی
جوایز موسیقی پاپ آسیایی (انگلیسی: Asian Pop Music Awards; چینی: 亚洲流行音乐大奖) یک برنامه اهدای جوایز است که توسط ایژیا سان‌وی انترتینمنت گروپ (هنگ کنگ) و بریتیش سان‌وی میوزیک گروپ سازماندهی شده است. این برنامه به صورت سالانه توسط کمیته تولید جوایز موسیقی پاپ آسیایی برگزار می‌شود و توسط هیئت داوران جوایز موسیقی پاپ آسیا انتخاب می‌شود.